# Lago Mainstay
El lago Mainstay  se encuentra en la región de Pomeroon-Supenaam en Guyana, cerca de las costas del océano Atlántico, y al noroeste de la desembocadura del río Esequibo, a 19 km al norte de Adventure
En el lago se desarrolla una regata anual. Se encuentra en un área reclamada por Venezuela como parte de la Guayana Esequiba.